# نيويورك هيلتون ميد تون
نيويورك هيلتون ميد تون هو أكبر فندق في مدينة نيويورك و 101 أطول فندق في العالم والشركات المملوكة للفندق والتي تديرها هيلتون العالمية.
و مبنى 47 طابقا تقع على الحافة الشمالية الغربية من مركز روكفلر في شارع السادسة و 53 شارع استضافت كل رئيس أمريكي منذ جون كينيدي وكذلك فريق البيتلز أثناء زيارتهما 1964 إلى مسرح إد سوليفان وقد قام بأول المحمولة مكالمة الهاتف الخليوي في العالم من حيث نزلاء الفنادق مارتن كوبر أمام الفندق في عام 1973.

## التاريخ
وقد تم تطوير هذا المشروع من قبل شركة هيلتون فندق ومجموعة روكفلر ومؤسسة بناء أوريس وكان المهندس المعماري الأصلي موريس لابيدوس واقترح لبناء منحني مبنى على الطراز فندق فونتينبلو ومع ذلك كان لابيدوس للانسحاب منذ كان أيضا تصميم أمريكانا فندق المتنافسة (الآن فندق شيراتون نيويورك وأبراج) كتلة بعيدا.
وكان وليام بي تابلر ثم استغلالها لإنهاء المشروع وانه تصميمه مع ألواح وافتتاحه 26 يونيو 1963 حيث أن نيويورك هيلتون وعرضت 2,153 غرفة مما يجعله أكبر في المدينة.
و يؤكد فنادق ومنتجعات هيلتون أن كلمات لجون لينون 1971 أغنية تخيل كتبتا في الفندق.
و قدم مارتن كوبر أول اتصال هاتفي محمول الخلوية في العالم في العام 3 أبريل 1973 عندما دعا جويل يس إنجل في نيويورك هيلتون مع اثنين جنيه موتورولا دينا تاك الهاتف وكوبر دعا المخترع موتورولا منافسه في مختبرات بيل ليخبره عن الاختراع وكانت محطة قاعدة الهاتف الخليوي المجاور فوق برلنغتون البيت.
و تعود ملكية الفندق الممتلكات على الفور الغرب منها والتي كانت مسرحا للمسرح أدلفي حيث تم تصوير حلقات والعرسان وتمزق أبحاثا عليها في عام 1970 في عام 1989 برج المكاتب 1325 شارع من الأمريكتين بنيت على الموقع ويرتبط البرج لهيلتون مع ممر ويحتفظ عنوان هيلتون الجادة السادسة على الرغم من أنه هو منتصف كتلة وأقرب إلى الجادة السابعة وطلقات الخارجية للمكان الين في شركة جى بيترمان في سينفيلد تظهر المبنى.
و في عام 1990 انخفض تجديد 100 مليون دولار أمريكي عدد الغرف إلى 1,980 و خضعت الملكية مزيد من التجديدات في 1991-1994 وتجديد 100 مليون دولار أمريكي في 1998-2000 التي تضمنت إجراء إصلاح كامل للوبي إضافة إلى 8000 قدم مربع (740 متر مربع) بريكور يو يس آي مركز اللياقة البدنية في الطابق الخامس وحول ذلك الوقت تم تغيير الاسم إلى هيلتون نيويورك حيث أن جميع فنادق هيلتون وتغيير اسمها التجاري باسم هيلتون للذهاب قبل اسم المدينة في ذلك الوقت وفي عام 2007 أكمل الفندق تجديد الرابع وأصبح لديها الآن 47 الأجنحة في الطوابق من 42 إلى 44 كل جناح يضم ما بين 600 و 2000 قدم مربع (56 و 186 متر مربع) من المساحة.
و في عام 2013 كان الفندق تسمية نيويورك هيلتون ميد تانو على شرف الذكرى السنوية 50. وفي ذلك الوقت أعلنت الإدارة أنها انتهت خدمة الغرف وإنشاء جديد فريد من نوعه مفهوم مطعم مع تسليم الغرفة تسمى «هرب إن كيشن».